# Stracciatella (gelado)

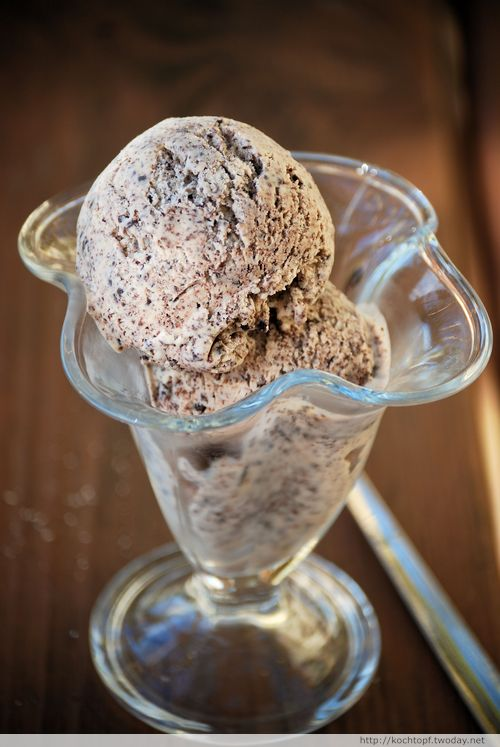
Gelado stracciatella

Nota: Para outros significados, veja Stracciatella
Stracciatella (também conhecido no Brasil como Flocos) é o nome de um gelado italiano em que se mistura chocolate derretido ao gelado de nata, enquanto o gelado está ainda a ser formado e mexido; o chocolate solidifica em fios ou farrapos (“stracceti”) que dão ao gelado um aspeto e uma consistência próprios.